# Dobřany
Dobřany (deutsch Dobrzan, 1939–1945: Wiesengrund) ist eine Stadt mit 5887 Einwohnern im Okres Plzeň-jih in Tschechien.

## Geographie
Die Stadt liegt in Westböhmen auf 352 m ü. M. im Tal des Flusses Radbuza (Radbusa), an dessen rechtem Ufer an der Einmündung des Chlumčanský potok, 13 km südwestlich des Stadtzentrums von Pilsen. Die Katasterfläche beträgt 3531 Hektar.
Drei Kilometer weiter nordöstlich verläuft die Autobahn D 5, die hier gleichzeitig Teil der Europastraße 50. Im Osten, gleichfalls in drei Kilometer Entfernung, verläuft die Trasse der Europastraße 53/Staatsstraße 27 von Pilsen nach Přeštice. Durch die Stadt führt die Eisenbahnstrecke von Pilsen nach Klatovy. Nördlich des Ortsteiles Vodní Újezd liegt der frühere Militärflugplatz, heute der nichtöffentliche internationale Flugplatz Pilsen-Líně.
Nachbarorte sind Nová Ves und Lhota im Norden, Chlumčany im Süden sowie Bayerův Důl, Vstiš und Vodní Újezd im Westen. Südwestlich davon liegt der ausgedehnte Komplex der psychiatrischen Klinik, dahinter Černotín.

## Geschichte

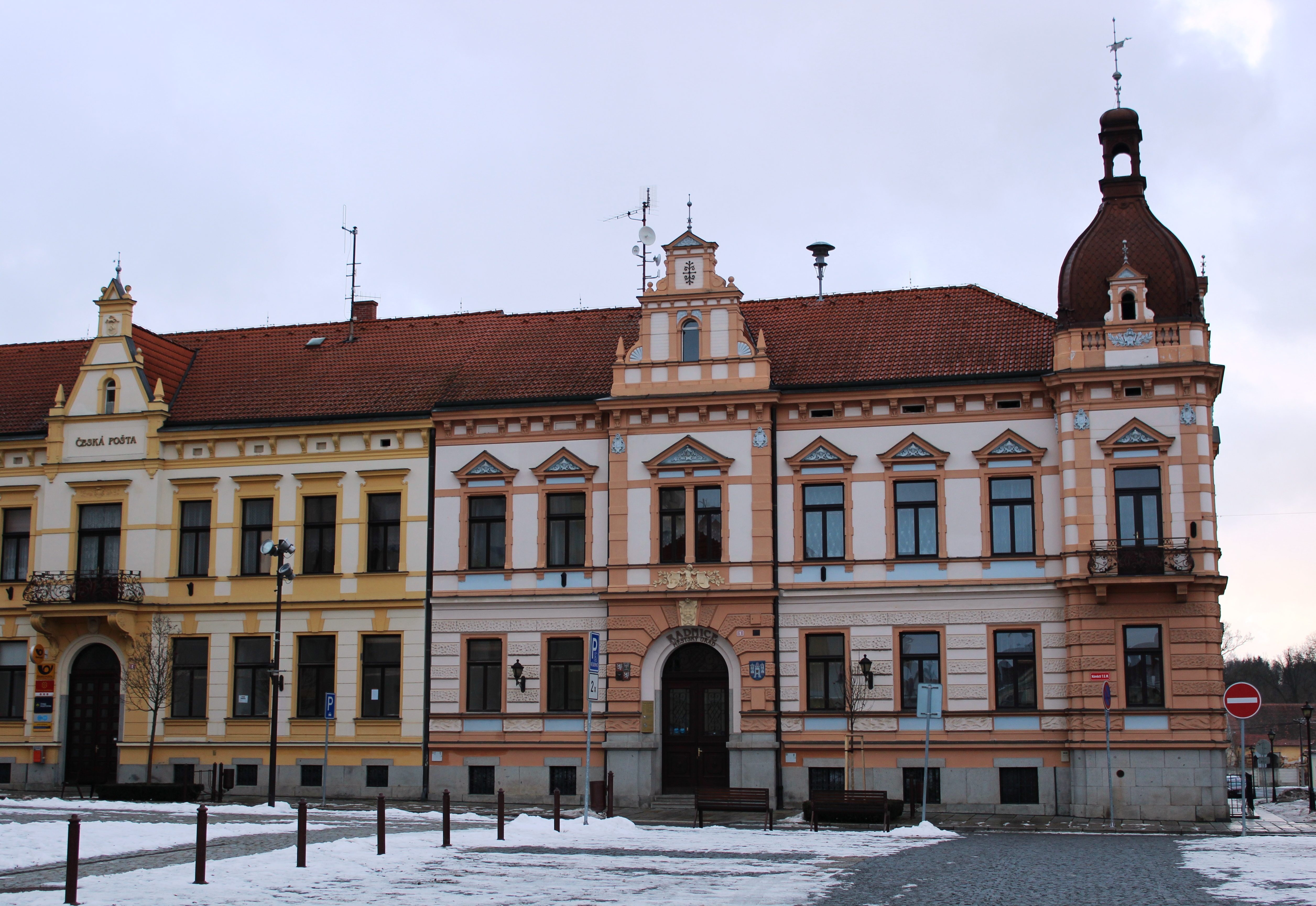
Rathaus

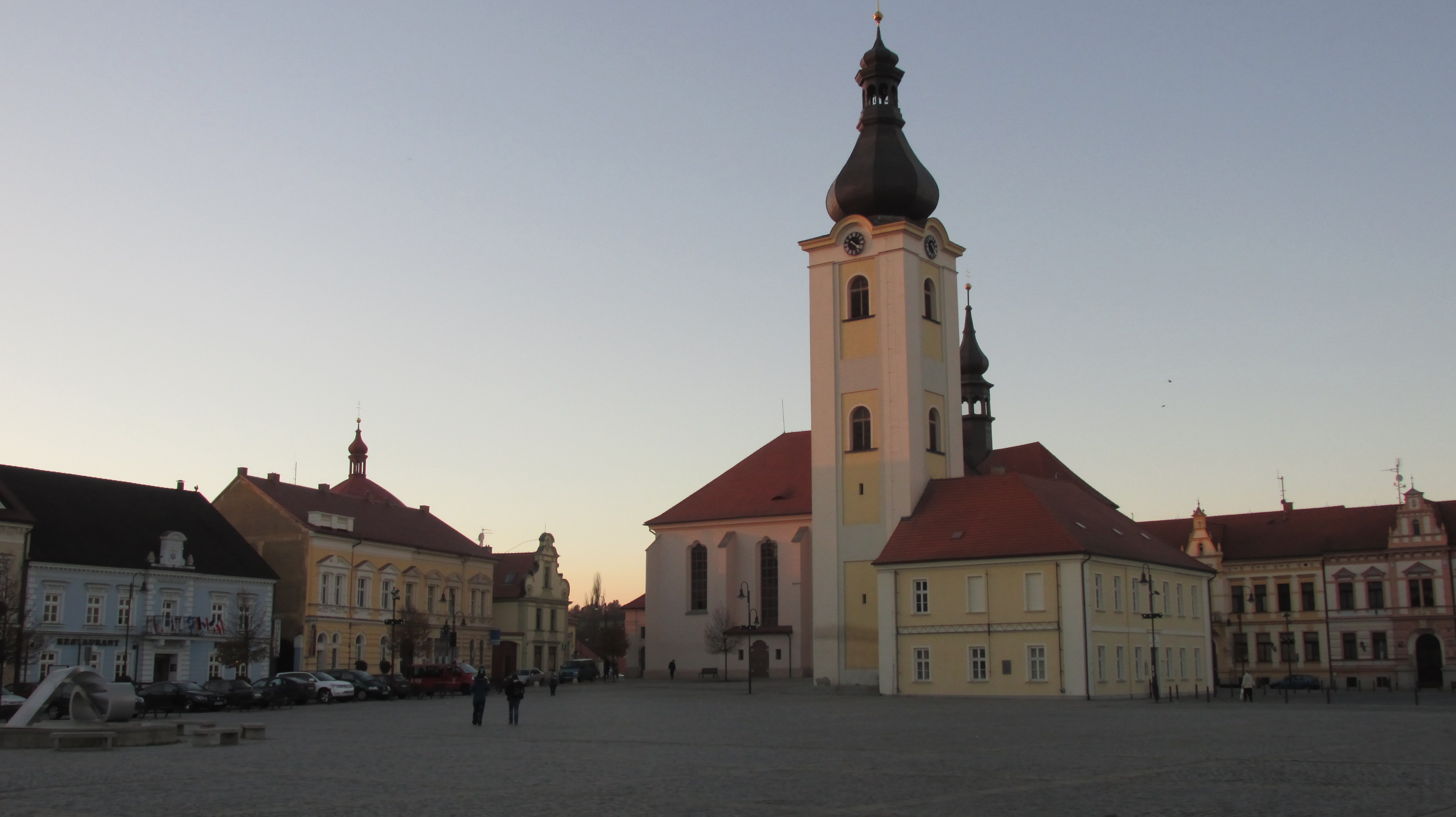
Pfarrkirche St. Nikolaus

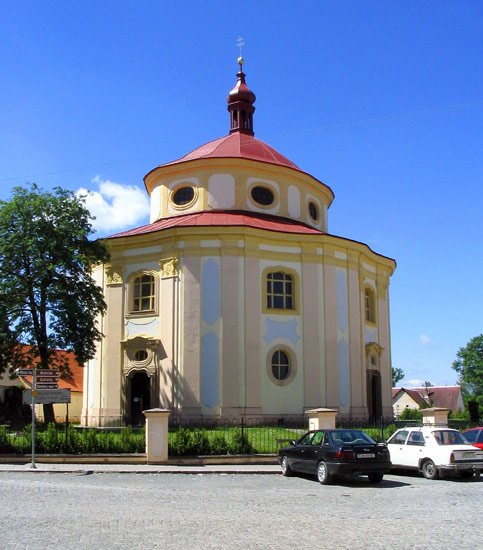
Kirche St. Veit

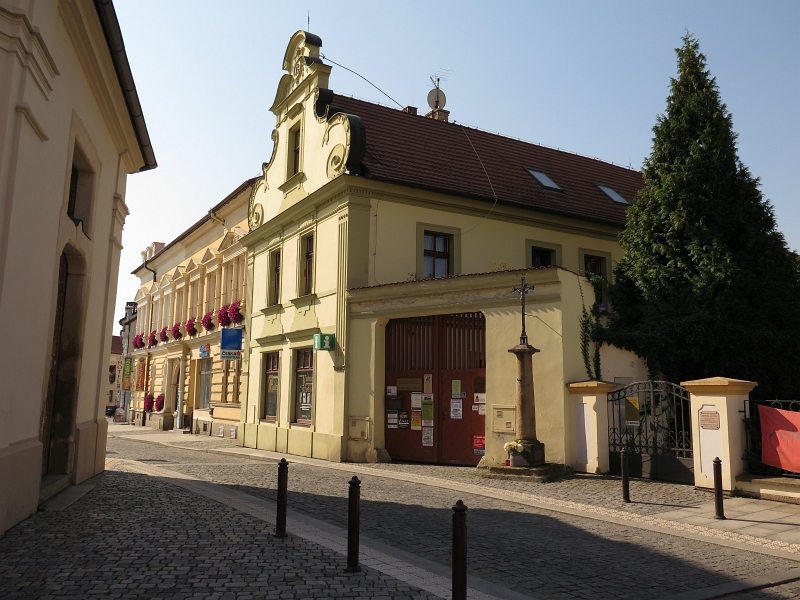
Straßenzug

Dobřany wurde 1243 erstmals als Besitz des Záviš z Dobřan aus dem Geschlecht der Markwartinger urkundlich erwähnt. 1259 war Dobřany bereits eine Stadt, die mit der St. Veitskirche und St. Nikolauskirche zwei Gotteshäuser besaß und zusammen mit dem Dorf Tymákov dem Jan z Dobřan gehörte. Anschließend gelangte die Stadt an die Familie Cresbo, die sie 1270 an das Kloster Chotěšov verkaufte. 1282 erwarb das Chotieschauer Kloster auch das Kloster der Magdalenerinnen in Dobřany von deren Priorin Jutta von Au. Die St. Nikolauskirche kommt schon 1431 als Pfarrkirche vor.
1378 erhielt die Stadt durch Propst Ulrich Privilegien verliehen und die Stadtordnung der Pilsener angepasst. Von Kaiser Rudolf II. erhielt Dobřany 1585 das Recht zur Erhebung einer Wege- und Brückenmaut verliehen und bekam die in den Hussitenkriegen verlorene Braugerechtigkeit zurück.
Nach dem Erlass der Verneuerten Landesordnung von 1627, die die deutsche Sprache zusammen mit der tschechischen zur Amtssprache erhob, erlernten viele der zugezogenen Deutschen kein Tschechisch mehr und die Stadt wurde teilweise deutschsprachig. 1637 schlossen sich die Metzger als erstes Handwerk in der Stadt in einer Zunft zusammen.
1652 wurden das im Dreißigjährigen Krieg beim Stadtbrand zerstörte Rathaus und die St.-Nikolaus-Kirche wieder aufgebaut. In der berní rula sind für die Stadt 92 bewohnte und 22 wüste Hausstellen ausgewiesen. 1677 lebten 973 Menschen in Dobřany. Am 27. April 1680 zogen die Truppen des Generals Christoph Wilhelm Harant von Polschitz auf dem Wege zur Niederschlagung von Bauernaufständen im Tepler Land durch die Stadt.
1727 begann der Abriss der St. Veitskirche, die durch einen 1734 geweihten barocken Neubau ersetzt wurde. Zwischen 1756 und 1758 wurde auch die St. Nikolauskirche barock umgestaltet und dabei erweitert. Wie aus einem Chronogramm in der St. Veitskirche hervorgeht, fand 1743 im Ort ein feindlicher Einfall statt. Nach der Auflösung des Klosters Chotieschau im Zuge der Josephinischen Reformen von 1782 wurde dessen Besitz verkauft und aus der Klosterherrschaft entstand die weltliche Herrschaft Chotieschau. Daraus erwarb der letzte Propst des Klosters ein Haus am Marktplatz von Dobřany, in dem er bis zu seinem Tode im Jahre 1797 lebte. 1794 entstand durch das in der Stadtkaserne stationierte Dragonerregiment die steinerne Brücke über die Radbusa. Im Jahr 1801 wurde die Stadt durch eine Feuersbrunst verheert. 1822 erwarb Karl Alexander von Thurn und Taxis die Herrschaft Chotieschau.
Nach der am 7. September 1848 vom Reichstag beschlossenen Aufhebung der Untertänigkeiten wurden die Patrimonialherrschaften aufgelöst und Dobrzan wurde Teil des politischen Bezirkes Staab. Bei der Reform der politischen Bezirke und der Gerichtsbezirke von 1862 wurde die Stadt der Bezirkshauptmannschaft Mies zugewiesen. 1873 nahm die von Franz Schultes errichtete neue Brauerei ihren Betrieb auf und am 20. September 1876 fuhr der erste Zug von Pilsen nach Klattau durch die Stadt.
Zwischen 1876 und 1883 wurde südwestlich der Stadt jenseits des Klumtschaner Baches die Landesirrenanstalt (heute Psychiatrisches Krankenhaus Dobřany) errichtet, deren erste Gebäude am 13. April 1880 bezogen werden konnten. 1880 erfolgte in der Anstalt die Weihe der Kirche der Kreuzerhöhung. Für das Dragonerregiment entstand 1888 bis 1889 eine neue Kaserne.
Im Jahr 1900 hatte Dobrzan 5.183 Einwohner, davon waren 3.005 deutsch- (58 %) und 2.155 tschechischsprachig (42 %). Die Landesirrenanstalt beherbergte 1500 Kranke.
Zwischen 1900 und 1902 erfolgte der Neubau des Rathauses an Stelle des Vorgängerbaus von 1652. Im Jahre 1902 wurde Dobrzan Sitz eines Bezirksgerichtes und Steueramtes. Am Ort gab es eine Bierbrauerei.
Nach dem Ersten Weltkrieg wurde der Ort 1919 der neu geschaffenen Tschechoslowakei zugeschlagen. Aufgrund des Münchner Abkommen kam der Ort 1938 an das Deutsche Reich und gehörte bis 1945 zum Landkreis Mies, Regierungsbezirk Eger, im Reichsgau Sudetenland. Wegen ihrer Bedeutung als Sitz eines Amtsgerichtes war Dobrzan einer der wenigen Orte im Sudetenland, die einen neuen Namen erhielten. Am 19. Dezember 1939 wurde die Ortsbezeichnung Dobrzan, die slawischen Ursprungs ist, durch den neuen Ortsnamen Wiesengrund ersetzt.
Während der NS-Zeit wurden in der Kinderfachabteilung der psychiatrischen Anstalt in Wiesengrund Kinder und Jugendliche mit geistigen Behinderungen ermordet. In der Nacht vom 16. zum 17. April 1943 warfen britische Bomber bei einem Angriff auf Pilsen irrtümlich Bomben auf Wiesengrund ab (es sollten die Škoda-Werke, die damals Waffen produzierten, bombardiert werden). Am 6. Mai 1945 besetzten Truppen der 3. US-Armee die Stadt.
Nach Kriegsende erfolgte die Vertreibung der ca. 2000 deutschen Bewohner in die westlichen Besatzungszonen, die am 16. April 1946 abgeschlossen wurde. Der Besitz des Fürstenhauses Thurn und Taxis wurde verstaatlicht. 1946 entstand die Musikschule. Ab 1948 begann die Verstaatlichung der verbliebenen Privatbetriebe.
Bei der tschechoslowakischen Gebietsreform wurde die Stadt zum 1. Februar 1949 aus dem Okres Stříbro in den Okres Přeštice umgegliedert und das Bezirksgericht Dobřany aufgehoben. Ab 1950 setzte die Kollektivierung der Landwirtschaft ein. Nach der Proklamation der ČSSR im Jahre 1960 wurde im selben Jahre im Zuge einer erneuten Gebietsreform der Okres Plzeň-jih errichtet. Die Gemeinde Vodní Újezd wurde ebenfalls 1960 eingemeindet.
In den 1960er Jahren erfolgte der Bau der neuen Radbusabrücke für die Staatsstraße nach Chotěšov. 1992 wurde der historische Stadtkern zur Denkmalszone erklärt. Das zwischen 1994 und 1999 sanierte Rathaus ist seit 1995 als Kulturdenkmal gelistet. 1995 erhielt Dobřany das Recht zur Verwendung einer Stadtfahne. 1999 entstand die Mikroregion Radbuza, deren Sitzgemeinde Dobřany ist.

### Demographie
Bis 1945 hatte Wiesengrund einen großen Bevölkerungsanteil von Deutschböhmen, die vertrieben wurden.
| Jahr | Einwohner | Anmerkungen                   |
| ---- | --------- | ----------------------------- |
| 1785 | 0 k. A.   | 222 Häuser samt Vorstadt      |
| 1830 | 1800      | in 276 Häusern                |
| 1835 | 1835      | in 274 Häusern                |
| 1900 | 5183      | meist deutsche Einwohner      |
| 1921 | 5091      | davon 2334 deutsche Einwohner |
| 1930 | 6429      | [ 9 ]                         |
| 1939 | 5460      | [ 9 ]                         |

| Jahr      | 1970  | 1980  | 1991  | 2001  | 2003  |
| --------- | ----- | ----- | ----- | ----- | ----- |
| Einwohner | 4 969 | 5 171 | 5 624 | 5 666 | 5 779 |

## Wirtschaft
Nach Plänen der tschechischen Regierung soll in Dobřany auf dem Gelände des nicht mehr benötigten Flughafens Plzeň-Líně ein Batteriewerk von Volkswagen errichtet werden.

## Sehenswürdigkeiten

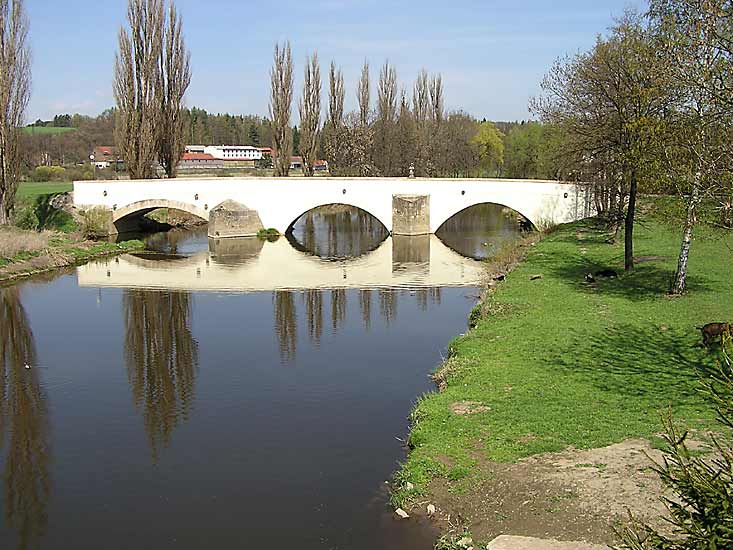
Brücke über die Radbuza

- St. Veitskirche, Barockbau in der Zeit von 1727 bis 1734 durch Jakob Auguston d. J. errichtet, der Doppelaltar wurde von Mathias Wenzel Jäckel geschnitzt. Der elf Meter hohe Glockenturm mit Kreuz auf dem Dach stammt aus dem Jahre 1865, das Bauwerk wurde zwischen 1995 und 1999 restauriert
- St. Nikolauskirche, 1756–1758 im barocken Stil umgebaut
- Brücke über die Radbuza, steinerner spätgotischer Bau mit drei Bögen und einer Länge von 50 m
- Pfarrhaus
- Kirche zur Kreuzerhöhung in der psychiatrischen Klinik, 1880 im Neorenaissancestil errichtet

## Stadtgliederung
Zu Dobřany gehören die Ortsteile Šlovice (Schlowitz) und Vodní Újezd (Wasseraujezd) sowie die Ortslage Dobřánky.

## Städtepartnerschaften
Dobřany unterhält Partnerschaften mit der slowenischen Stadt Brežice (Rann) sowie mit der bayerischen Gemeinde Obertraubling.

## Persönlichkeiten

### Söhne und Töchter der Stadt
- Johann Joseph Ignaz Brentner (1689–1742), Komponist
- Joseph Maria Wolfram (1789–1839), Komponist
- Joseph von Auffenberg (1816–?), österreichischer Offizier
- Josef Langl (1843–1916), österreichischer Maler und Graphiker
- Franz Andreß (* 1870; † nach 1926), Lehrer und Heimatforscher
- Franz Hruska (1888–1977), deutscher Politiker
- Karl Petrus Möhler (1897–1968), Abt des Stiftes Tepl
- Ota Koval (1931–1991), tschechoslowakischer Filmregisseur